# 曾震五
曾震五（1896年—1958年）字克毅，今湖南省涟源市斗笠山镇黄港村人。中华民国及中华人民共和国军事及政治人物。

## 生平
1913年，曾震五入湘乡中学学习。1915年，加入军队参加讨袁护国战争，转战福建、广东等地。1920年，任粤军营长。1922年，陈炯明发动六一六事变，反对孙中山，曾震五离开陈炯明部队，到江西庐山，准备剃髮出家。后来应朋友邀请，到湖南陆军第2师5团任少校团附，参加國民黨北伐。1928年，到第3师师长陶峙岳部任副官处长，后来调到朱绍良的第6路军总指挥部任科长。
北伐结束后，曾震五辞掉军职。1930年，留学日本早稻田大学。1931年九一八事变发生后，9月下旬回国，到陶峙岳的第8师任作战科长。1934年，考入南京陆军大学。1937年8月毕业，回到第8师任团长。曾多次到八路军南京办事处访问叶剑英。10月，参加淞沪抗战，指挥部队保卫上海。日军占领上海后，曾震五对南京政府及中国国民党高层非常不满，又同叶剑英约见数次，要求参加八路军，叶剑英以有碍联合抗战为由进行劝阻，曾震五请叶剑英派中国共产党干部到其所在部队任职。他还在湖南两次见徐特立。
1938年秋，陶峙岳调任第1军军长，曾震五任参谋长。李铁军等人以曾震五有中国共产党嫌疑而要处置他，经陶峙岳担保才幸免。此后，曾震五参加豫南会战，在洛阳多次晤见八路军总司令朱德。1940年代初，曾震五在西北担任第38集团军少将参谋长。
抗日战争胜利后，曾震五任陕西省第二区行政专员，驻陕甘宁边区南侧的耀县，同中国共产党及八路军有较多接触，关系融洽。1947年，曾震五调到兰州西北军政长官公署（长官为张治中）任中将副参谋长，支持张治中的和平主张，抵制进攻陕甘宁边区的内战方针，受到胡宗南、马步芳等排挤。
1948年，经陶峙岳推荐，曾震五调甘肃酒泉任联勤总部第八补给区中将司令，负责驻扎在西北的国军装备给养供应。到酒泉就职后，曾震五即和陶晋初（新疆警备司令部参谋长）、彭铭鼎（西北军政长官公署副参谋长）秘密策划起义，拖延马步芳将新疆的部队东调与中国人民解放军第一野战军作战的计划，阻止马步芳部进入河西，保护工厂、玉门油矿、兰州大学图书馆、中央医院、西北卫生实验所等机构。
1949年9月6日，曾震五在甘肃张掖接到陶峙岳来电，称新疆有部分将领反对新疆和平起义，企图暴动，请曾震五赶赴新疆控制局面。1949年9月8日，曾震五赶到迪化（今乌鲁木齐），用两昼夜说服马呈祥、叶成、罗恕人等将领交出部队、个人离开新疆出国。9月17日，陶峙岳又派曾震五为代表，到兰州见彭德怀，商谈新疆和平解放事宜。曾震五从迪化赶往兰州，9月22日在张掖会晤中国人民解放军第一野战军第1兵团司令王震，汇报河西、新疆起义的准备工作，王震随即命第2军停止次日拂晓进攻高台的行动。9月23日，曾震五抵达兰州，向彭德怀汇报，并将陶峙岳亲笔信呈交彭德怀，彭德怀将致陶峙岳的亲笔信交给曾震五带回。1949年9月24日，河西的国军通电起义。1949年9月25日，新疆警备总司令陶峙岳、副总司令赵锡光率部通电起义。1949年9月26日，新疆省政府主席鲍尔汉通电起义。起义宣布后，曾震五派所属汽车部队迎接中国人民解放军进驻酒泉及玉门油矿。原联勤总部第八补给区由中国人民解放军第一野战军第1兵团改编成酒迪运输司令部，曾震五任司令员，负责运送中国人民解放军第一野战军第1兵团进新疆。
河西、新疆起义之后，曾震五参加中国人民解放军，任中国人民解放军第一野战军第1兵团第二参谋长兼酒迪运输司令部司令。1949年11月，曾震五、王震等人进驻迪化市，曾震五改任新疆军区副参谋长。1950年春，曾震五到北京、天津、东北等地参观学习，见到毛泽东、刘少奇、朱德、周恩来、聂荣臻等党和国家领导人，提出了东北防空及东北、华北造林问题。
1950年4月，曾震五到西安，建议彭德怀、王震派干部战士赴东北学习。遵照彭德怀指示，曾震五留在西安任西北军政委员会委员兼财经委员会委员。1951年，曾震五参加第一届中国人民赴朝慰问团，担任西北分团副团长，到朝鲜前线慰问中国人民志愿军以及朝鲜军民，历时多月，在朝鲜会见了彭德怀、金日成。回国后，在北京、天津、西北各地作报告。1952年，任西北军政委员会交通部副部长。1953年，任西北行政委员会体委主任。各个大区政府撤消后，曾震五任陕西省人民政府委员、国家体委委员、陕西省体委主任。1955年，奉命筹建西安体育学院，兼任该学院的首任院长。
1958年，曾震五病逝。